# Caféisme
 (février 2017).

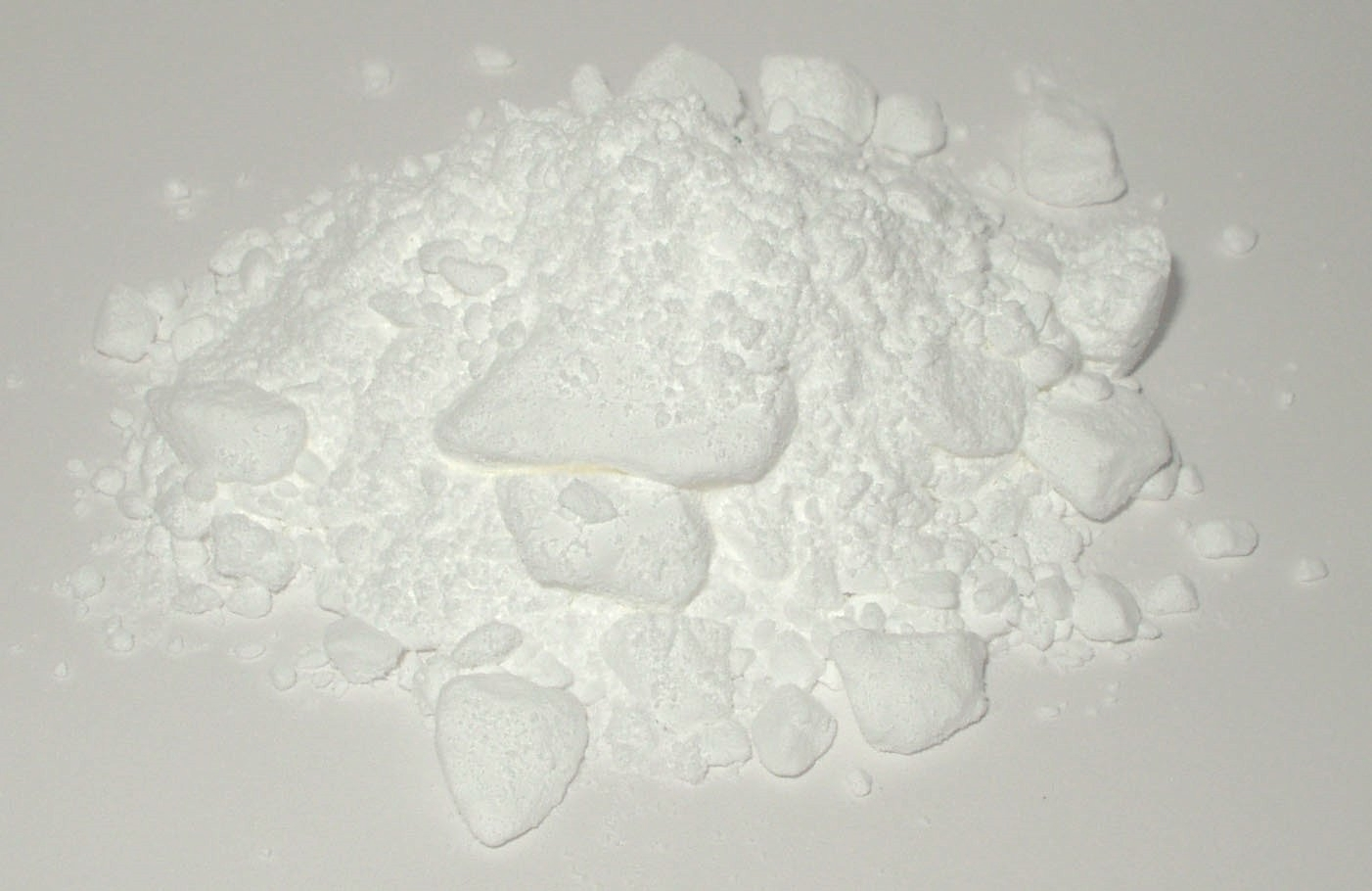
Caféine pure.

Le caféisme est une intoxication, aiguë ou chronique, par la caféine.

## Caféisme aigu
La caféine, à plus de 250 mg par prise, provoque des symptômes d'intoxication. Pour obtenir ce pic de concentration dans le sang, le café moulu (ou la caféine pure blanche) est pris par le nez, à la façon de la cocaïne. Il existe peu de chance de s'intoxiquer par une prise orale, mais le danger existe en cas de trop grande consommation.

## Caféisme chronique
Il se manifeste par des troubles du sommeil, du caractère, auxquels s'ajoutent des dérèglements digestif, rénal, circulatoire, nerveux et cardiaque. Ils n'ont d'autre traitement que la diminution de la prise de caféine.

### Sources
- Dictionnaire encyclopédique Quillet, édition 1988